# Robert F. Sargent

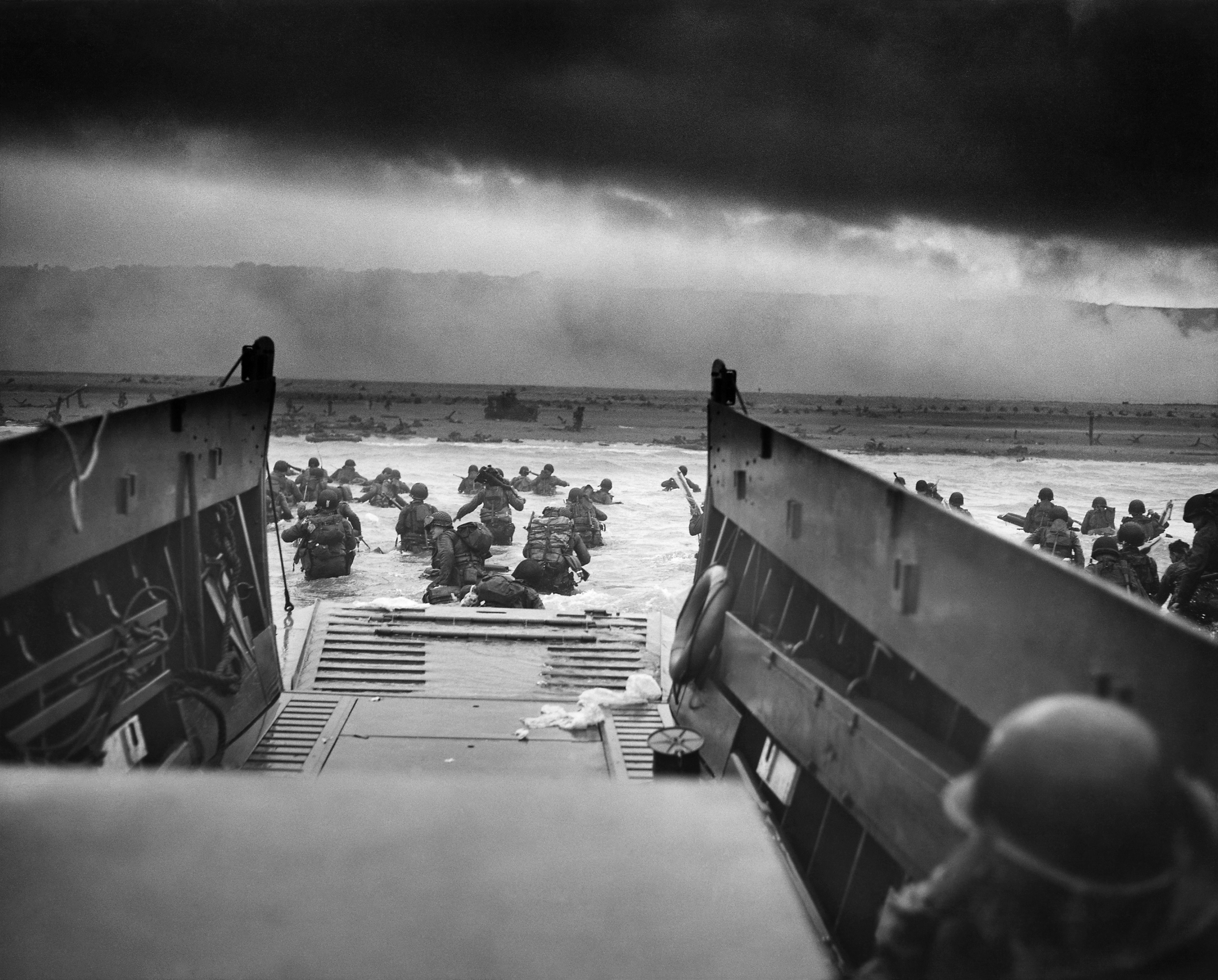
Robert F. Sargent: Do spárů smrti: Vojáci z 1. divize přistávají na Omaha Beach

Robert F. Sargent byl hlavním fotografem pobřežní hlídky United States Coast Guard (CPhoM, USCG). Nejznámější je jeho fotografie Do spárů smrti, na které vojáci z 1. pěší divize přistávají na pláži Omaha Beach dne 6. června 1944 v rámci Operace Overlord během druhé světové války vylodění spojeneckých vojsk do Němci okupované Francie.